# 林寛
林 寛（はやし ひろし、1905年1月31日 - 1971年12月22日）は、日本の俳優である。本名稲垣 三郎（いながき さぶろう）。音読みが同一の俳優林幹、極東映画の俳優、林寛（はやし かん）とは別人である。

## 人物・来歴
1905年（明治38年）1月31日、京都府京都市に「稲垣三郎」として生まれる。
旧制・同志社中学校（現在の同志社高等学校）を中途退学し、東京に移る。「東京オペラ座」、石井漠主宰の「石井漠一座」、松旭斎天華主宰の「松旭斎天華一座」等、舞台の実演畑を渡り歩く。1926年（大正15年）ころに島幹雄が設立した「日本少女歌劇団」に参加し、地方巡業に関わる。
1940年（昭和15年）、竹田モト（1915年 - 2006年）と結婚、その後2児をもうける。のちに1965年（昭和40年）、協議離婚が成立した。
第二次世界大戦後は、新東宝に入社し、倒産まで出演を続けた。1959年の『明治大帝と乃木将軍』の乃木希典役は、クレジット上は準主役扱い(天皇夫妻の嵐寛寿郎、高倉みゆきが2名並びトップ、林は続いての4名並びの筆頭)だが、嵐が最小限の出番にしか付き合っていないこともあって事実上出ずっぱりの主役待遇であり、現在見ることのできる唯一の主演映画となっている。なお、前年の『天皇皇后と日清大戦争』、前々年の『明治天皇と日露大戦争』でも嵐ともども同じ役を演じている。新東宝倒産後は、おもに大映京都撮影所製作の作品に出演した。
1971年（昭和46年）12月22日、死去した。満66歳没。

## フィルモグラフィ
日本映画データベースを参照した
。

### 日活多摩川撮影所
1940年
- 『歴史 第一部 動乱戊辰』 : 監督内田吐夢 - 館岡慎吾・秘書松田（二役）
- 『転落の詩集』 : 監督島耕二
- 『風の又三郎』 : 監督島耕二 - 一郎の祖父

### 大映京都撮影所
1942年
- 『三代の盃』 : 監督森一生 - ステッキ松

1947年
- 『悪魔の乾杯』 : 監督丸根賛太郎 - 国枝安彦

1948年
- 『Zの戦慄』 : 監督丸根賛太郎 - 署長

1949年
- 『殿様ホテル』 : 監督クラタ・フミンド - 宇佐美

### 新東宝
1956年
- 『女真珠王の復讐』 : 監督志村敏夫 - 水野松左衛門
- 『阿修羅三剣士』 : 監督中川信夫 - 大丸屋嘉平
- 『勝鬨天魔峠』 : 監督丸根賛太郎 - 刑部
- 『妖雲里見快挙伝』 : 監督渡辺邦男 - 里見義実

1957年
- 『桂小五郎と近藤勇 龍虎の決戦』 : 監督並木鏡太郎 - 直蔵（お雪の父）
- 『妖雲里見快挙伝 解決篇』 : 監督渡辺邦男 - 里見義実
- 『関八州大利根の対決』 : 監督志村敏夫 - 茨木屋幸右衛門
- 『明治天皇と日露大戦争』 : 総監督渡辺邦男、応援監督毛利正樹 - 乃木大将（第三軍司令官）
- 『剣聖暁の三十六人斬り』 : 監督山田達雄 - 父靭負
- 『謎の紫頭巾 姫君花吹雪』 : 監督毛利正樹 - 小山善左衛門
- 『風雲天満動乱』 : 監督山田達雄 - 鴻他善右衛門
- 『続風雲天満動乱 完結篇』 : 監督山田達雄 - 鴻他善右衛門
- 『怪談本所七不思議』 : 監督加戸野五郎 - 小宮山左膳
- 『海女の戦慄』 : 監督志村敏夫 - 春日啓三郎
- 『鋼鉄の巨人』 : 監督石井輝男 - 警視総監
- 『続鋼鉄の巨人』 : 監督石井輝男 - 警視総監
- 『五人の犯罪者』 : 監督石井輝男 - 関根幸次郎
- 『ひばりの三役 競艶雪之丞変化』 : 監督渡辺邦男
- 『ひばりの三役 競艶雪之丞変化 後篇』 : 監督渡辺邦男
- 『スーパージャイアンツ 人工衛星と人類の破滅』 : 監督石井輝男 - 山中博士
- 『人形佐七捕物帖 花嫁殺人魔』 : 監督加戸野五郎 - 平兵衛

1958年
- 『スーパージャイアンツ 宇宙艇と人工衛星の激突』 : 監督石井輝男 - 山中博士
- 『世界の母』 : 監督野村浩将 - 土屋修作
- 『天皇・皇后と日清戦争』 : 監督並木鏡太郎 - 乃木少将
- 『楠公二代誠忠録』 : 監督小野田正彦、富士映画 - 太郎爺や
- 『怪談乳房榎』 : 監督加戸野五郎 - 下男正介
- 『亡霊怪猫屋敷』 : 監督中川信夫 - 慧善和尚
- 『女王蜂の怒り』 : 監督石井輝男 - 箱屋勇造

1959年
- 『日本ロマンス旅行』 : 監督近江俊郎・石井輝男・毛利正樹・小森白・小野田嘉幹・山田達雄・中川信夫・加戸野五郎・土居通芳・曲谷守平 - 夜叉王
- 『怪談鏡ヶ淵』 : 監督毛利正樹 - 江島屋治右衛門
- 『東海道四谷怪談』 : 監督中川信夫 - 伊藤喜兵衛
- 『海女の化物屋敷』 : 監督曲谷守平 - 住職
- 『明治大帝と乃木将軍』 : 監督小森白

1960年
- 『女死刑囚の脱獄』 : 監督中川信夫 - 今井有道
- 『皇室と戦争とわが民族』 : 監督小森白
- 『太陽と血と砂』 : 監督小野田嘉幹
- 『地獄』 : 監督中川信夫 - 清水剛造
- 『蛇精の淫』 : 監督曲谷守平、富士映画 - 伴泰蔵
- 『怒涛する巨弾』：監督石井輝男

1961年
- 『恋愛ズバリ講座 第二話 弱気』 : 監督石川義寛
- 『「粘土のお面」より かあちゃん』 : 監督中川信夫 - 池戸さん
- 『かげろう侍』 : 監督池広一夫、大映京都撮影所

1962年
- 『悲しみはいつも母に』 : 監督中川信夫

### 新東宝倒産以降
- 『剣に賭ける』 : 監督田中徳三、大映京都撮影所 - 善兵衛

1963年
- 『男の嵐』 : 監督中川信夫、日米映画 - 浜千鳥仁作

1964年
- 『座頭市千両首』 : 監督池広一夫、大映京都撮影所
- 『忍びの者 続・霧隠才蔵』 : 監督池広一夫、大映京都撮影所 - 種ケ島久尚

1966年
- 『網走番外地 荒野の対決』 : 監督石井輝男、東映東京撮影所 - 六二番

### テレビドラマ
- 夫婦百景（1960年、日本テレビ）
- 松本清張シリーズ・黒の組曲 第5話「鴉」（1962年、NHK）
- 特別機動捜査隊（NET）
  - 第172回「寒い道」（1965年）
  - 第288回「黒い砂漠」（1967年）
  - 第361話「東京は怖い」(1968年)

## 註
1. 1 2 3 4 5 6  『日本映画俳優全集・男優編』、キネマ旬報社、1979年、p.468.
2. ↑  永田哲朗編 『日本映画人改名・別称事典』（2004年10月15日、国書刊行会発行）
3. ↑  林寛、日本映画データベース、2010年1月21日閲覧。
4. ↑  永田　哲朗　編『日本映画人改名・別称事典』2004年10月15日、国書刊行会　発行